# Фонгара (Виченца)
Фонгара је насеље у Италији у округу Виченца, региону Венето.
Према процени из 2011. у насељу је живело 149 становника. Насеље се налази на надморској висини од 862 м.